# Ochagavia litoralis
Ochagavia litoralis es una especie de planta con flores de la familia Bromeliaceae. Es endémica de Chile . Sus nombres comunes incluyen calilla y chupón.

## Descripción
Esta especie tiene un tallo que puede superar los 20 centímetros de largo y produce desplazamientos que pueden formar colonias. Las hojas estrechas y puntiagudas miden de 17 a 38 centímetros de largo. Son de textura coriácea y blanquecina y escamosa en la parte inferior. La inflorescencia es esférica u ovalada y contiene hasta 35 flores. Mide hasta unos 8 centímetros de largo y ancho y nace de un tallo de hasta 12 centímetros de largo. Las flores miden unos centímetros de largo y cada una tiene tres pétalos de color rosa. Están rodeados de brácteas. Los estambres y el estilo sobresalen de la flor. El fruto es una baya de 2 a 3 centímetros de largo.
Esta planta se limita a la zona central de Chile, donde se encuentra en las regiones costeras. La especie se ha visto en regiones del interior, pero no se ha recolectado allí recientemente. Se conocen poblaciones dispersas a unos 15 kilómetros tierra adentro, pero son raras y se consideran en peligro de extinción. La planta crece principalmente en acantilados empinados junto al mar, a veces en rodales densos.

## Usos
Esta planta a veces se mantiene en cultivo como ornamental. Se puede ver en los jardines botánicos, donde a menudo se muestra con colecciones de suculentas.